# Dumnônios

A antiga Dumnônia, terra ancestral dos dumnônios

Os dumnônios ou dumnones (em latim: dumnonii) eram uma tribo de britanos que habitavam a Dumnônia, a região hoje conhecida como Devon e Cornualha (em inglês:  Cornwall), o extremo oeste do sudoeste da península da Britânia (nas ilhas Britânicas) desde pelo menos a Idade do Ferro até o período saxão. Seus vizinhos a leste eram os durotriges.

## Etimologia
William Camden, em sua edição de 1607 de "Britannia", descreve a Cornualha e Devon como sendo parte de um mesmo "país" que:
| “ | ...era, antigamente, habitado pelos britanos que Solino chamou de dumnônios (dumnonii), Ptolemeu, damnônios (damnonii), ou (como encontramos em algumas cópias), mais corretamente, danmônios (danmonii). [...] Mas [...] o "país" desta nação é, atualmente, dividido em duas partes, conhecidas posteriormente com os nomes de Cornualha e "Denshire"... A mais próxima das regiões dos danmônios que citei é hoje mais comumente chamada "Denshire" [ou] pelos britânicos córnicos, "Dewnan", e, pelos britânicos galeses, "Duffneint", que significa "vales profundos", pois o povo viviam principalmente em vales profundos; pelos saxões ingleses, "Deven-schire", de onde surgiu o nome latino, Devônia (Devonia), e, por contração, o termo utilizado pelo povo, "Denshire". | ” |

Camdem aprendeu um pouco de galês no decorrer de seus estudos e, aparentemente, ele foi a origem da interpretação de que dumnônios eram os "habitantes dos vales profundos", uma derivação de sua compreensão do galês na época. John Rhys posteriormente teorizou que o nome da tribo seria derivado do nome de uma deusa, "Domnu", que provavelmente significa "deusa das profundezas". A raiz proto-celta "*dubno-" ou "*dumno-" significa "a profundeza" ou "a terra" (ou, alternativamente, "escuro" ou "sombrio")) e aparece em nomes pessoais como Dumnórix e Dubnovelauno. Outro grupo com um nome similar, mas sem relação alguma com os dumnônios eram os fir domnann de Connacht.
O nome romano para a cidade de Exeter, Isca dos Dumnônios (Isca Dumnoniorum) contém a raiz "*isk-" ("água"), o que resulta em "Água dos Dumnônios". O nome latino sugere que a cidade já era um ópido (cidade murada) às margens do rio Exe antes da fundação da colônia romana por volta de 50. Os dumnônios deram seu nome ao condado inglês de Devon e seu nome está preservado nas duas línguas britônicas ainda existentes como "Dewnans" em córnico e "Dyfnaint" em galês. Amédée Thierry, um dos inventores da "raça histórica" dos gauleses, certamente igualaria os dumnônios aos córnicos ("les Cornouailles").
Historiadores vitorianos geralmente chamavam esta tribo de "damnonii", que é também o nome outro povo das Terras Baixas da Escócia, embora não exista ligação conhecida entre as duas tribos.

## Língua
O povo da Dumnônia falava um dialeto britônico do sudoeste similar ao precursor das mais recentes línguas córnica e bretã. Imigrantes irlandeses, os déisi, são atestados em pedras inscritas no alfabeto ogham deixadas por eles, além de evidências toponímicas. Estas pedras estão, por vezes, inscritas com o alfabeto latino ou nos dois alfabetos. Tristram Risdon sugeriu a persistência do dialeto britônico em South Hams, em Devon, até pelo menos o século XIV (além do uso continuado na Cornualha).

## Território
Na "Geografia", do século II, Ptolemeu localiza os dumnônios a oeste dos durotriges. O nome "purocoronavium", que aparece na "Cosmografia de Ravena", revela a existência de uma sub-tribo chamada cornávios ou cornóvios, provavelmente os ancestrais dos modernos córnicos.
No período sub-romano, um reino britano chamado Dumnônia emergiu e abrangia toda a península, embora alguns defendam que ele possa ter sido efetivamente uma coleção sub-reinos menores. Um reino chamado Domnonée (e seu vizinho Cornouaille) foi fundado na província da Armórica, na costa oposta do Canal da Mancha, e, aparentemente, está ligado à população britana e sugere uma antiga conexão entre os povos da costa do Atlântico na região do Canal.

## Assentamentos

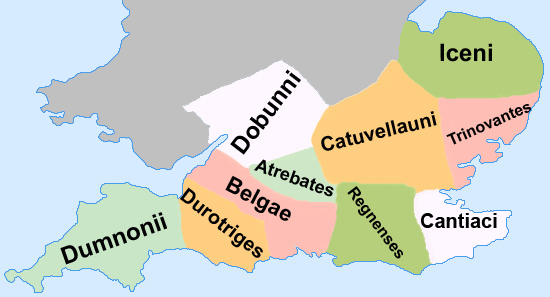
Tribos celtas do sul da Inglaterra, incluindo os dumnônios

### Isca Dumnoniorum
O nome latino para Exeter é Isca dos Dumnônios (Isca Dumnoniorum), que significa "Água dos Dumnônios". Este ópido (cidade importante e murada) às margens do rio Exe certamente já existia antes da criação da colônia romana por volta de 50 a partir do castro da Legio II Augusta e é uma das quatro poleis ("cidades") atribuídas aos dumnônios por Ptolemeu. Ela aparece também em duas rotas do "Itinerário Antonino", do século II.
Uma terma legionária foi construída na fortaleza em algum momento entre 55 e 60 e passou por uma renovação logo depois (c. 60–65), mas, já em 68 (ou mesmo 66), a legião foi transferida para um castro mais moderno em Gloucester, o que levou à demolição do castro de Isca e ao abandono do local. Por volta de 75, as obras no fórum e na basílica foram iniciados no local e, no final do século II, as muralhas da nova cividade estavam completas, com três metros de espessura e seis de altura, circundando exatamente a área do antigo castro. Porém, no final do século IV, a cividade já estava em declínio.

### Outros assentamentos
Além de Isca, Ptolemeu identifica mais três outras cidades:
| “ | Perto destes [os durotriges], mas mais para o oeste, estão os dumnônios, cujas cidades são Voliba, Uxella, Tamara e Isca, onde fica a Legio II Augusta. | ” |
|   | — Ptolemeu, Geografia II.ii.. |   |

Voliba permanece não identificada hoje, Uxella ficava provavelmente às margens do rio Axe ou em Launceston e Tamara, em algum lugar no rio Tamar.
A "Cosmografia de Ravena" inclui os dois últimos nomes (numa forma ligeiramente diferente: "Tamaris" e "Uxelis") e acrescenta muitos outros nomes, que podem ser assentamentos no território dumnônio. Entre eles "Nemetostatio", um nome relacionado a "nemeton", como eram chamados os santuários ou bosques sagrados celtas. Provavelmente ficava onde hoje está North Tawton, em Devon, onde há ruínas romanas que podem ser militares ou, possivelmente, um posto de coleta de impostos.  A obra cita também "Purocoronavis", que pode ser uma referência a uma importante fortaleza nas montanhas, como Carn Brea ou Tintagel. Este nome também gerou muita especulação em relação os cornóvios córnicos.
Outros sítios romano britânicos em Dumnônia incluem:
- Topsham (Devon) – assentamento e porto que servia a Isca, a qual estava ligada por uma estrada e pelo rio.[6]
- Nanstallon (Cornualha) – um área murada quadrangular de uso militar, aparentemente ligada à produção de estanho na vizinha Boscarne.[6]
- Mount Batten (Devon) – Iron Age um porto de comércio de estanho que continuou a existir no período romano.[6]
- Plymouth (Devon) – evidências de um assentamento romano foram encontradas ao norte do porto.[6]
- Ictis – um antigo porto de comércio de estanho.[6]

Novos assentamentos continuaram a ser construídos por todo o período romano, incluindo em Chysauster e Trevelgue Head, em estilo nativo, sem influência romana. Padstow, um importante assentamento romano nas imediações, está agora enterrado das areias do outro lado do estuário do Camel, perto da Igreja de São Enodoc e pode ter sido um equivalente na costa ocidental ao Forte da Costa Saxônica. Em Magor Farm, em Illogan, perto de Camborne, foram descobertas evidências de uma villa romana.

## Arqueologia

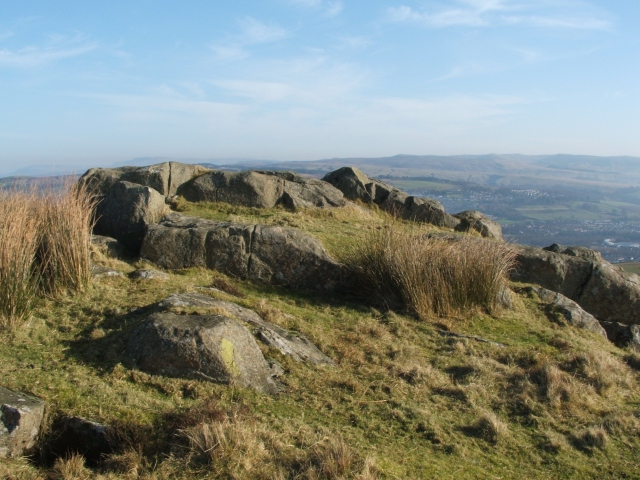
Ruínas da fortaleza dumnônia de Carman

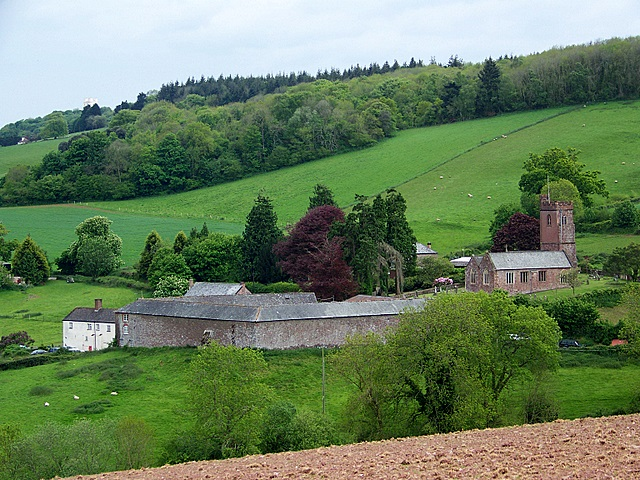
Vista de Dunchideock, uma das vilas que mantiveram seu nome galês desde a época da antiga Dumnônia

Acredita-se que os dumnônios ocuparam um território relativamente isolado na Cornualha, Devon, Somerset e, possivelmente, parte de Dorset. Suas conexões culturais, aparentes em suas cerâmicas, são com a península da Armórica, do outro lado do Canal da Mancha e não com os demais povos do sudoeste da Britânia. Eles não parecem ter sido politicamente centralizados, pois suas moedas são raras e não foram cunhadas localmente. Além disso, a estrutura e distribuição dos fortes em áreas elevadas da Idade do Bronze e do Ferro, os "rounds", indicam a existência de diversos grupos tribais vivendo lado-a-lado.
A Dumnônia é notável pela quantidade de assentamentos que sobreviveram do período romano britânico, mas também pela notável falta de um sistema de villas. A arqueologia revelou, ao invés disso, sedes de fazenda fortificadas isoladas, conhecidas localmente como "rounds", que parecem ter sobrevivido ao abandono da Britânia pelos romanos, mas acabaram substituídos, nos séculos VI e VII, por fazendas não fortificadas cujos nomes tomaram o toponímico britônico "tre-".
Assim como em todas as áreas britônicas, fortes da Idade do Ferro, como o Castelo de Hembury, foram refortificados posteriormente para serem usados por chefes locais ou reis. Outros assentamentos famosos, como Tintagel, parecem ter sido reconstruídos neste período. Peças de cerâmica pós-romana, importada, foram descobertas em muitos sítios por toda a região e, o aparente pico no final do século V de importações mediterrâneas ou bizantinas ainda carecem de uma explicação satisfatória.

## Indústrias
Além da pesca e da agricultura, a principal atividade econômicas dos dumnônios era a mineração do estanho. A região da Dumnônia vem sendo minerada desde a Idade do Bronze, com evidências chegando a 2 200 a.C., e o estanho era exportado pelo antigo porto comercial de Ictis (moderna St Michael's Mount). Acreditava-se tradicionalmente que Cornualha Ocidental, perto de Mount's Bay, era visitada por comerciantes de metais do Mediterrâneo oriental.
No primeiro milênio a.C., este comércio ficou melhor organizado, primeiro com os fenícios, que se assentaram em Gades (moderna Cádis, na Espanha), por volta de 1 100 a.C., e, depois, com os gregos, que criaram colônias em Massília e Narbo (Marselha e Narbona, na França) por volta de 600 a.C. O estanho córnico derretido era comprado em Ictis, de onde seguia através da baía de Biscaia até a foz do rio Loire e de lá para os vales do Loire e Ródano. A partir dali seguia para Gades, no Mediterrâneo, de navio.
Neste período (c. 500–450 a.C.), os depósitos de estanho parecem ter ganhado importância e assentamentos fortificados apareceram, como no Castelo de Chûn e no Castelo de Kenidjack, cuja missão era proteger tanto as minas quanto as fundições da região.
A mais antiga evidência literária da mineração de estanho córnica foi escrita por Píteas, de Massília, no final do século IV, depois de sua circum-navegação das ilhas Britânicas. Ele descreve a mineração subterrânea, embora não seja possível determinar pelo relato quando ela teria se iniciado. A obra de Píteas foi notada depois por outros autores, incluindo Plínio, o Velho, e Diodoro Sículo. A Britânia foi um dos lugares sugeridos como sendo as Cassitérides ("Ilhas do Estanho").
A produção e comércio do estanho continuou durante todo o período romano, apesar de um certo declínio por causa de novas fontes descobertas na Ibéria. Porém, quando elas se esgotaram, a produção na Dumnônia novamente aumentou até chegar a um pico no século III. É provável que o comércio de estanho com o Mediterrâneo tenha sido mais tarde controlado pelos vênetos.

## Dumnônia sub ou pós romana
A história sub ou pós-romana da Dumnônia vem de uma variedade de fontes e é considerada muito difícil de interpretar, pois fatos, lendas e pseudo-histórias confusas estão misturadas em diversas fontes em latim e galês intermediário. Entre elas estão "De Excidio Britanniae", de Gilda, e "Historia Brittonum", de Nênio, os "Annales Cambriae", as Crônicas Anglo-Saxônicas", a "Gesta Regum Anglorum", de Guilherme de Malmesbury, e "De Antiquitate Glastoniensis Ecclesiae", além de textos do "Livro Negro de Carmarthen" e do "Livro Vermelho de Hergest". Há também a "História Eclesiástica do Povo Inglês", de Beda, a "Descendência dos Homens do Norte" ("Bonedd Gwŷr y Gogledd", no manuscrito Peniarth MS 45 e outras cópias) e o "Livro de Baglan".